# Amblygobius tekomaji
Amblygobius tekomaji là một loài cá biển thuộc chi Amblygobius trong họ Cá bống trắng. Loài này được mô tả lần đầu tiên vào năm 1959.

## Từ nguyên
Từ định danh tekomaji được đặt theo tên của đảo Tekomaji (ngoài khơi Mozambique), nơi mà mẫu định danh của loài cá này được thu thập.

## Phân bố và môi trường sống
A. tekomaji có phân bố giới hạn ở Ấn Độ Dương, được ghi nhận từ bờ biển Mozambique, quốc đảo Seychelles, đảo Rodrigues (Mauritius) và quần đảo Chagos. A. tekomaji đã được phát hiện thêm ở bờ tây đảo Madagascar, mở rộng xa về phía đông đến quần đảo Cocos (Keeling).
A. tekomaji sống trên nền cát của các rạn san hô và trong đầm phá, thường được tìm thấy ở độ sâu khoảng 50 m trở vào bờ, nhưng cũng đã được biết đến ở độ sâu đên 200 m.

## Mô tả
Chiều dài cơ thể lớn nhất được ghi nhận ở A. tekomaji là 4 cm.